# Wolof (taal)

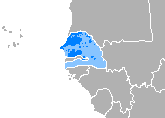
Verspreidingsgebied

Wolof is een taal die gesproken wordt in de West-Afrikaanse landen Senegal, Gambia, en Mauritanië. De taal wordt ook wel met Wollof of Ouolof aangeduid. In origine is het de taal van de Wolof bevolking. Het is de meest gesproken taal in Senegal, meer dan 80% van de bevolking (inclusief mensen die zelf niet tot het Wolof-volk behoren) spreekt de taal. De sprekers zijn vooral te vinden in het gebied van Dakar tot Saint Louis. Ongeveer 3,2 miljoen mensen spreken de taal als moedertaal, terwijl er rond de 3,5 miljoen mensen zijn die de taal als tweede taal spreken.
De taal is een familielid van de Niger-Congotalen, en maakt deel uit van de grootste groep van de Atlantische talen.